# Ranunculus mgounicus
Ranunculus mgounicus är en ranunkelväxtart som beskrevs av Quezel. Ranunculus mgounicus ingår i släktet ranunkler, och familjen ranunkelväxter. Inga underarter finns listade i Catalogue of Life.